# هجوم حمص (أبريل 2014)
هجوم حمص (أبريل 2014) هو هجوم وقغ في 29 آبريل (نيسان) 2014 في مدينة حمص في سوريا خلال الحرب الأهلية السورية.

## الهجوم
في 29 أبريل (نيسان) 2014، وقع انفجاران في قطاع العباسية في حي الزهراء الذي تسكنه أغلبية من الطائفة العلوية في مدينة حمص. وبحسب ما ورد على لسان محافظ حمص فإن الانفجار الأول قد نجم عن سيارة مفخخة بينما وقع الانفجار الثاني بسبب إطلاق صاروخ، غير أنّ جبهة النصرة، والتي أعلنت مسؤوليتها عن الهجوم، ذكرت إن الهجومين نفذهما انتحاريان كان كل منهما يقود سيارة مفخخة. جاء الهجوم بعد قرابة شهرين فقط من تبني مجلس الأمن التابع لمنظمة الأمم المتحدة بالإجماع للقرار رقم 2139 والذي طالب كافة الأطراف في سوريا بالتوقف عن الاستخدام العشوائي عديم التمييز للأسلحة في المناطق المأهولة بالسكان المدنيين.

## الجهة المسؤولة
أعلنت جبهة النصرة مسؤوليتها عن الهجوم وزعمت في بيان صحفي لها أنها فجرت سيارتين مفخختين لتسبب أكبر عدد ممكن من القتلى بين صفوف الموالين للنظام السوري.

## الخسائر البشرية
أعلن محافظ حمص في نفس يوم وقوع الهجمات أن الانفجارات خلفت ما لا يقل عن 45 قتيلاً و85 جريحًا، في حين ذكر المرصد السوري لحقوق الإنسان في نفس يوم وقوع الهجمات أن التفجيرات خلفت ما لا يقل عن 51 قتيلًا و70 جريحًا، غير أنّ حصيلة ضحايا الهجوم التي سجلها المرصد ارتفعت في اليوم التالي لتصل إلى ما يزيد من 100 قتيل، بينهم 80 مدنيا، بالإضافة إلى عشرات الجرحى.